# 協成客運
協成客運為臺南地區一家已歇業之客運業者，全稱為協成汽車客運股份有限公司，其前身協成自動車合資會社於1931年(昭和6年)由鹽水鎮民方柏杉創設。而後於1953年創立本公司，總公司設於台南縣麻豆鎮（今台南市麻豆區），主要經營路線區域為麻豆、佳里、新營、隆田、下營、善化、將軍等鄉鎮。因私人運具急遽增加，公共運輸式微，雖經政府辦理路線補貼，仍不能彌補財務虧損，後於1999年6月1日歇業。

## 歷史沿革
- 1931年：協成自動車合資會社創立[1]。
- 1934年2月：獲鐵道部交通局許可，排除「吳料」獨資經營之巴士路線，獨占經營新營--麻豆線[2]。
- 1953年：協成汽車客運公司創立於台南縣麻豆。
- 1999年4月29日，向主管機關申請，預計自同年6月1日歇業。
- 1999年6月1日歇業，原有10條經營路線整併為5條，改由興南客運行駛。

## 經營路線
- 麻豆─官田營房
- 麻豆─真護宮路口
- 東勢寮─茄拔村
- 麻豆─北勢寮
- 新營─柳營（經八老爺）
- 海埔─佳里興
- 麻豆─海埔
- 漚汪─將軍
- 臺南─麻豆─下營─林鳳營─新營
- 麻豆─隆田─善化
- 麻豆─佳里
- 麻豆─將軍
- 麻豆─中營─烏山頭